# محوطه ۵۳ بررسی‌های قمرود
محوطه ۵۳ بررسی‌های قمرود در شهرستان قم، بخش مرکزی، روستای البرز واقع شده و این اثر در تاریخ ۲ آبان ۱۳۸۲ با شمارهٔ ثبت ۱۰۵۷۲ به‌عنوان یکی از آثار ملی ایران به ثبت رسیده‌است.